# 1974 en volley-ball
Cet article présente les faits marquants de l'année 1974 en volley-ball.

## Évènements

### Championnats
- Le championnat du monde de volley-ball masculin 1974 s'est déroulé à Mexico (Drapeau du Mexique Mexique) du 12 octobre au 28 octobre 1974.
- La 7e édition des championnats du monde de volley-ball féminin s'est déroulée à Guadalajara, au Mexique, du 12 au 27 octobre 1974.

- Le 2e Championnat d'Amérique du Sud féminin de volley-ball des moins de 20 ans s'est déroulé en 1974 à Mendoza, Argentine. Il a mis aux prises les sept meilleures équipes continentales.
- Le 2e championnat d'Amérique du Sud masculin de volley-ball des moins de 21 ans s'est déroulé en 1974 à Mendoza, Argentine. Il a mis aux prises les six meilleures équipes continentales.

- Le Championnat de France masculin de volley-ball 1973-1974, Nationale 1, a opposé les dix meilleures équipes françaises de volley-ball. Le titre a été remporté par le Montpellier UC qui a battu son dauphin le Racing club de France, dans un match déterminant, lors de la dernière journée de championnat.

### Équipes
- L'équipe de Tunisie de volley-ball dispute en 1974 le championnat du monde au Mexique. Elle termine 18e avec un bilan équivalent à celui de l'édition précédente, en 1970, soit trois victoires et huit défaites.